# Mesquite (Borden County, Texas)
Mesquite ist eine Geisterstadt im Borden County des Bundesstaats Texas in den USA.

## Lage
Mesquite liegt an der Straße Farm to Market 1054, östlich der US Route 87 und nördlich der US Route 180. Die nächste große Gemeinde ist Lamesa, etwa 24 Kilometer südwestlich.

## Geschichte
Von seinen Anfängen war Mesquite eine ländliche Bauerngemeinde. Eine 1905 gegründete Schule diente dem Gebiet bis 1952, danach wurde sie verlassen. Heute sind in Mesquite nur eine Kirche und das verlassene Schulhaus geblieben. Der Rest der Stadt wurde für Ackerland abgerissen.